# Heinrichshöhe (Vechelde)

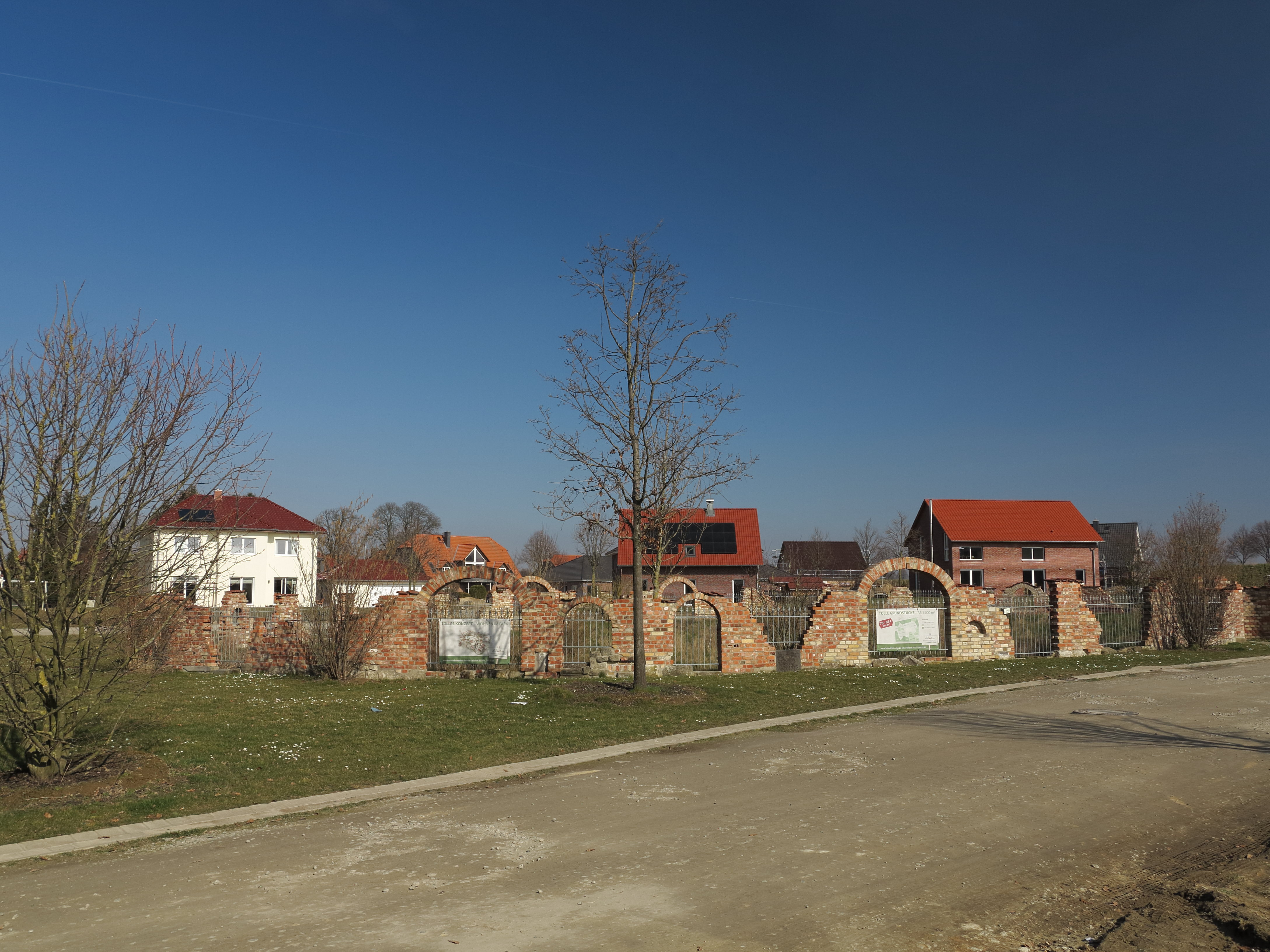
Das Wohngebiet Heinrichshöhe

Heinrichshöhe ist ein Wohngebiet in der Ortschaft Klein Gleidingen der Gemeinde Vechelde in Niedersachsen, die zum Landkreis Peine gehört.

## Geschichte
Das Wohngebiet liegt am südlichen Rand von Klein Gleidingen. Entwickelt und vermarktet wurde das Gebiet von Manfred Junicke und Friedrich Ehlers.
In Anlehnung an die Form eines historischen Rundlingsdorfs um einen zentralen Anger mit Festwiese und Weiher liegen 29 Grundstücke, von denen keines kleiner als 1000 m² ist, auf 6,3 Hektar Gesamtfläche. Durch die Beschränkung der bebaubaren Fläche je Grundstück auf ein geringeres als sonst übliches Maß soll eine parkähnliche Wohn- und Arbeitslandschaft entstehen.
Mitte 2015 war das Gebiet vollständig vermarktet.